# Jerzy Łucki
Jerzy Łucki, född 24 september 1898 i Drohobych, död 18 april 1939 i Kuty, var en polsk bobåkare. Han deltog vid olympiska vinterspelen 1928 i Sankt Moritz och placerade sig på 17:e plats.